# Vincetoxicum rossicum
Cynanchum rossicum là một loài thực vật có hoa trong họ La bố ma. Loài này được (Kleopov) Barbar. miêu tả khoa học đầu tiên.
Đây là một loại thân thảo lâu năm bản địa miền nam châu Âu và là một loài thực vật xâm lấn mức độ cao cao ngày càng tăng trong tất cả các Đông Hoa Kỳ, ở giữa phía Tây và phía Nam Ontario, Quebec, và British Columbia.
Lá lớn hơn ở gần gốc thân cây và giảm kích thước khi ở xa thân cây. Lá có hình elip hoặc hình bầu dục và có rìa lá mịn có mạch lớn bên dưới. Hoa mọc ở gần đỉnh của cây và phát triển trên thân cây đó đến từ các nách lá.

## Hình ảnh

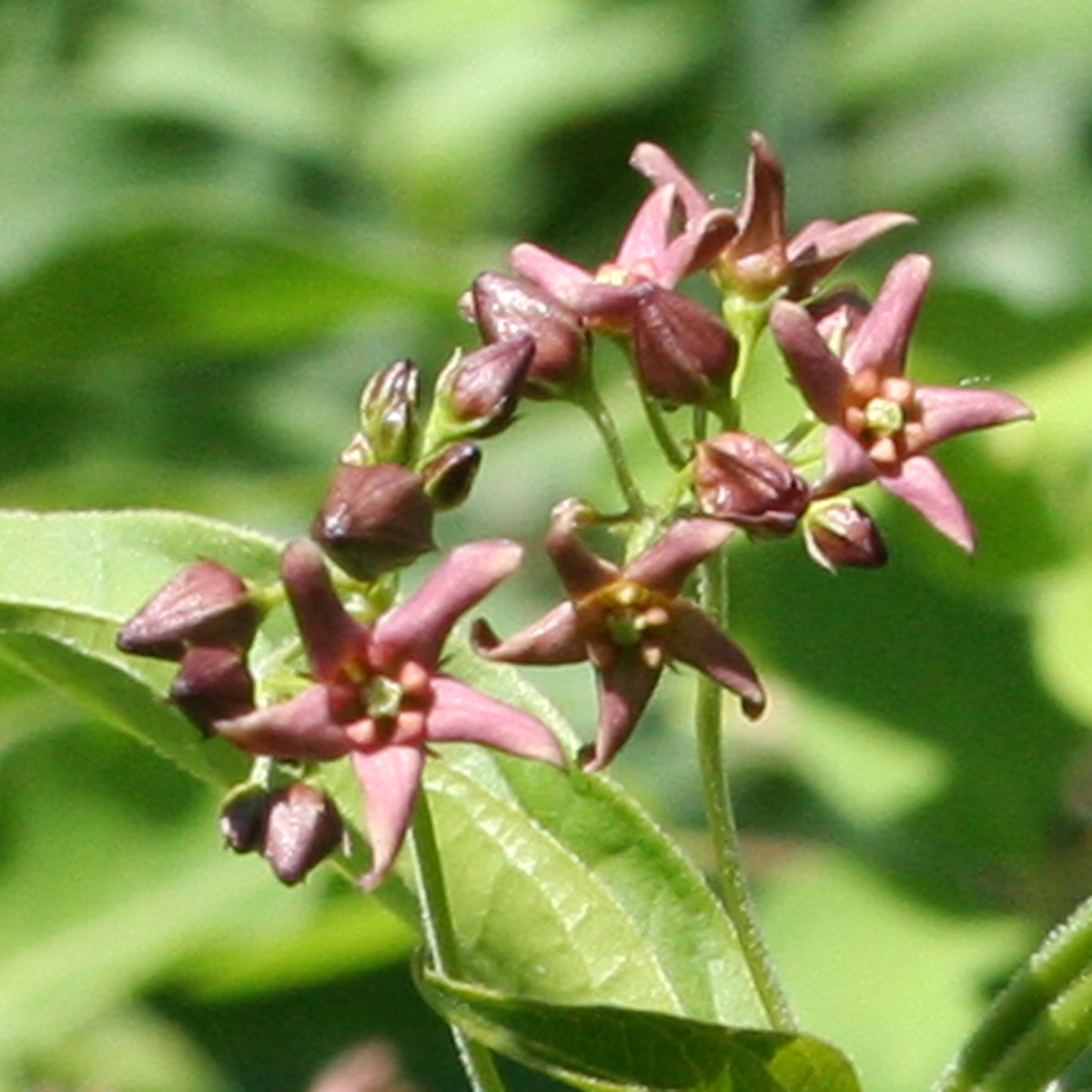
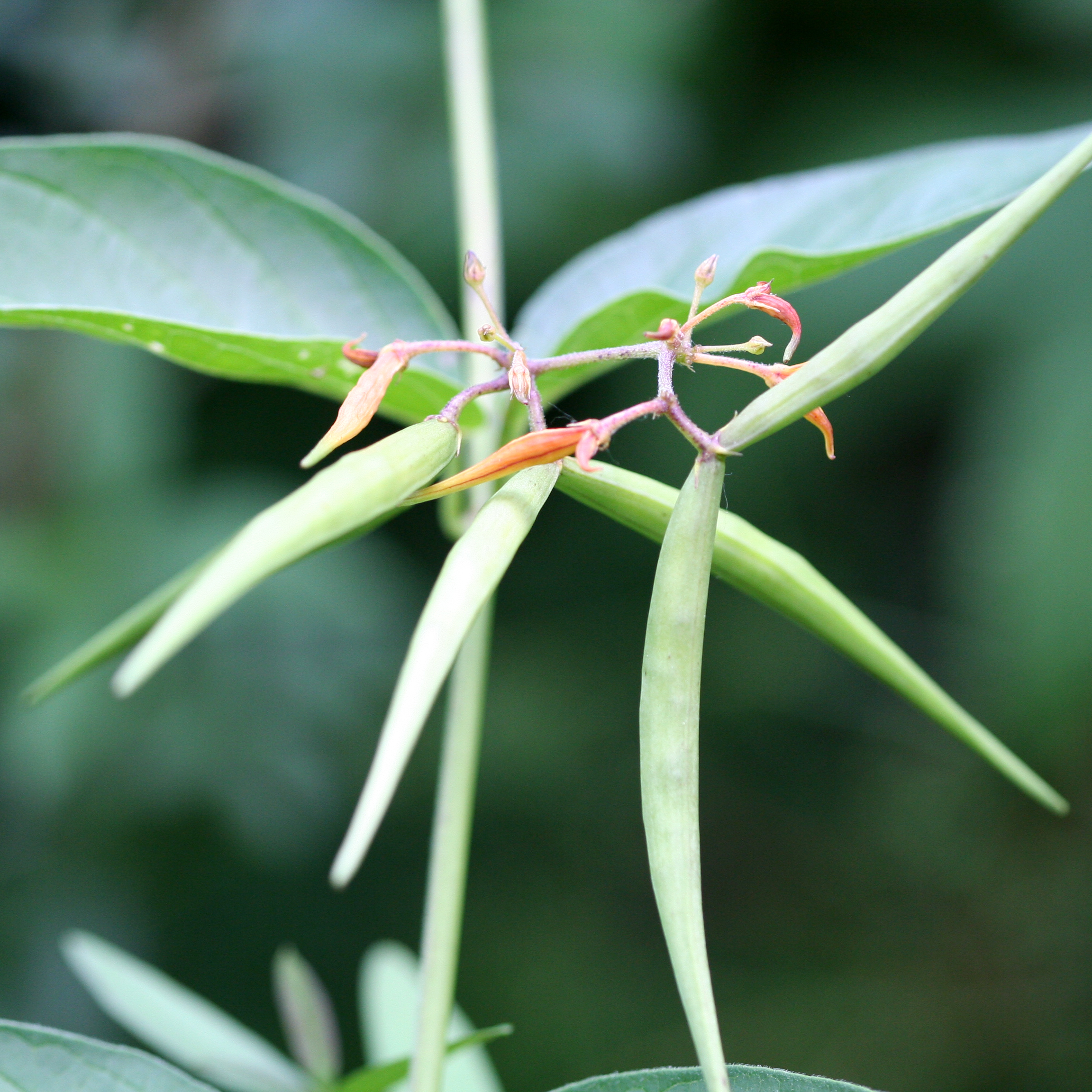
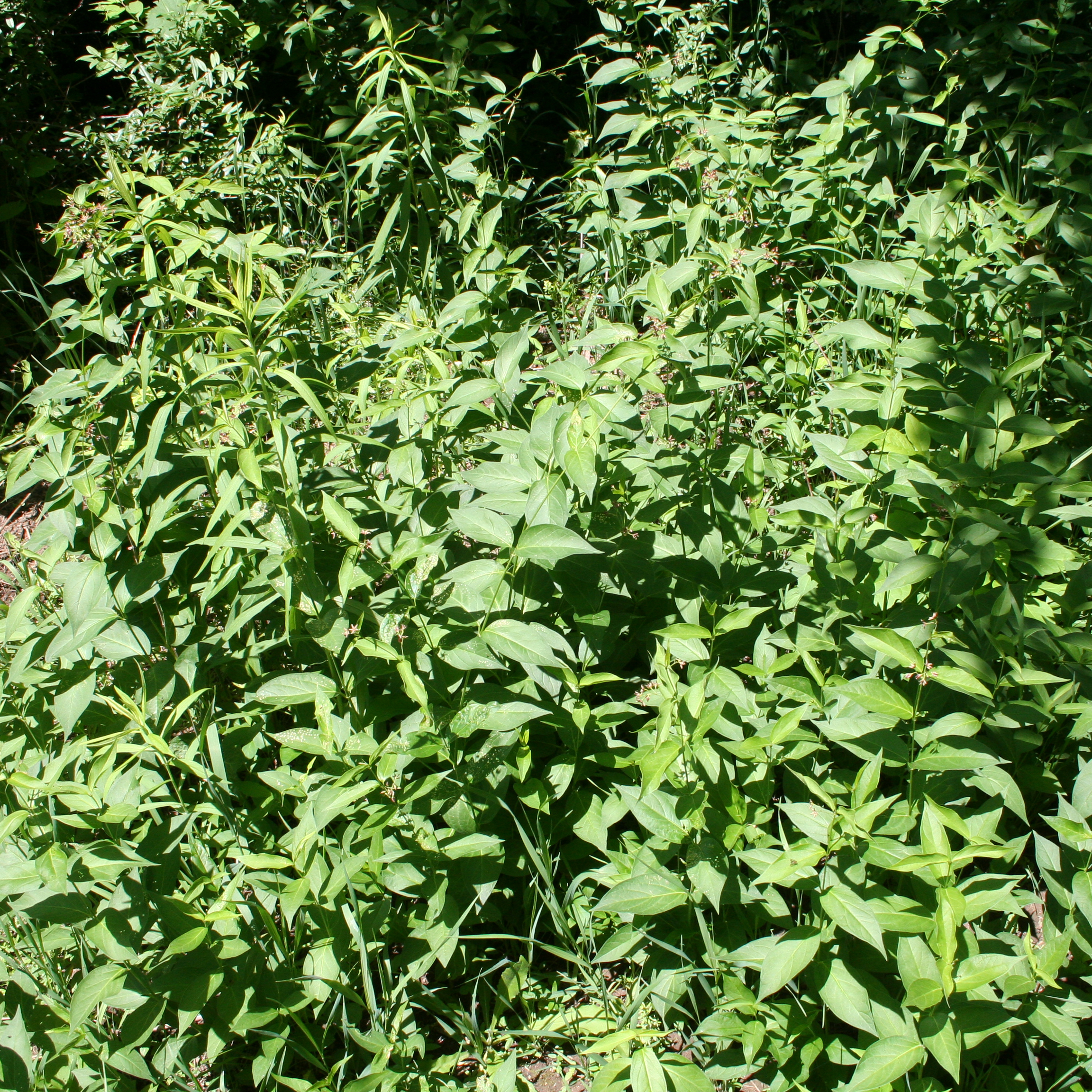